# The8
Từ Minh Hạo (tiếng Trung: 徐明浩; bính âm: Xú Mínghào, tiếng Hàn: 서명호; Romaja: Seo Myung-ho, sinh ngày 7 tháng 11 năm 1997), còn được biết đến với nghệ danh The8 (tiếng Hàn: 디에잇; Romaja: Di-e-it, tiếng Nhật: ディエイト, đã Latinh hoá: Di-e-i-to), là một nam ca sĩ người Trung Quốc hiện đang hoạt động tại Hàn Quốc. Anh là thành viên của nhóm nhạc nam Seventeen do Pledis Entertainment thành lập và quản lý.

## Tiểu sử
Từ Minh Hạo (The8) sinh ra tại thành phố An Sơn, tỉnh Liêu Ninh, Trung Quốc vào ngày 7 tháng 11 năm 1997, là con một trong gia đình.
Vì khi còn nhỏ, Từ Minh Hạo khá yếu nên anh bắt đầu học võ từ năm 3 tuổi rưỡi. Ngoài ra, anh còn học kịch, hát, và tham gia nhiều buổi biểu diễn và thi đấu. Vì giáo viên võ thuật cũng nhảy trên đường phố, anh bắt đầu học Breaking từ năm 9 tuổi với tư cách là đội trưởng của nhóm nhảy Dance Power.
Vào ngày 5 tháng 2 năm 2010, anh cùng nhóm nhảy tham gia Day Day Up (Thiên thiên hướng thượng), một trong những chương trình truyền hình nổi tiếng nhất Trung Quốc.
Vào năm 2012, nhóm nhảy đã tham gia cuộc thi nhảy BBoy lần thứ 6 ở Thượng Hải được tổ chức từ ngày 27 đến 30 tháng 4 và đạt được top tám trên thế giới.
Từ Minh Hạo tham gia lớp học breakdance ở Trung Quốc và sau đó trở thành thực tập sinh của Pledis thông qua một cuộc phỏng vấn.

## Sự nghiệp

### 2013-2015: Trước khi ra mắt
Năm 2013, công ty Pledis bắt đầu phát sóng một chương trình trực tiếp có tên 17TV trên web online UStream. Trong suốt thời gian lên sóng, các fans đã được mời đến phòng tập của Seventeen để tận mắt theo dõi quá trình thực tập của họ. Các thực tập sinh lần được ra mắt công chúng qua các "seasons" khác nhau của chương trình, một số thực tập sinh khác lại kết thúc quá trình đào tạo của họ sau các concert "Like Seventeen". The8 tham gia vào mùa thứ năm. Khi còn là thực tập sinh, anh ấy đã tham gia nhiều buổi biểu diễn để tích lũy kinh nghiệm sân khấu và sau khoảng thời gian luyện tập (1 năm 7 tháng), anh đã ra mắt cùng với Seventeen.

### 2015-nay: Hoạt động với Seventeen
Vào ngày 26 tháng 5 năm 2015, The8 cùng với các thành viên S.coups, Jeonghan, Joshua, Jun, Hoshi, Wonwoo, Woozi, DK, Mingyu, Seungkwan, Vernon và Dino đã ra mắt với tư cách là nhóm nhạc nam Seventeen thông qua một showcase trực tiếp kéo dài 1 tiếng trên kênh truyền hình lớn MBC, do Lizzy và Raina của After School làm MC . Trong tập thứ 7 của chương trình  "Seventeen Project: Debut Big Plan" trên kênh truyền hình MBC, nhóm đã ra mắt mini album đầu tiên "17 CARAT", và Minghao cũng là thành viên của Performance Team
Vào ngày 12 tháng 12 năm 2017, Pledis Entertainment đã thông báo rằng The8 phải nghỉ ngơi do bị chấn thương ở thắt lưng. Anh quay trở lại biểu diễn khi nhóm phát hành album "Director's Cut" vào đầu năm 2018.
Vào năm 2018, The8 cùng với Jun đã tham gia vào chương trình truyền hình thực tế Trung Quốc Triều âm thiên Kỷ (潮音 战 纪). The8, cùng với Victor, đã tiếp tục hoàn thành chương trình, đứng ở vị trí thứ hai.
Năm 2019, anh ấy là một trong hai huấn luyện viên vũ đạo (cùng với Thái Y Lâm) trong chương trình sống còn Trung Quốc Thanh Xuân có bạn 1.
Ngày 7 tháng 6 năm 2019, The8 phát hành ca khúc solo "Dreams Come True".
Vào ngày 4 tháng 5 năm 2020, The8 thông báo phát hành đĩa đơn thứ hai, "Falling Down". Đĩa đơn được phát hành vào ngày 8 tháng 5 năm 2020.
Vào ngày 13 tháng 4 năm 2021, The8 phát hành đĩa đơn thứ ba 'Side By Side' cùng một video âm nhạc trên kênh Youtube chính thức của HYBE Labels.

## Sáng tác

### Bài hát
Tên đăng ký của Hiệp hội Bản quyền Âm nhạc Hàn Quốc là "디에잇" hoặc "The8" và số đăng ký là 10013922.
| Năm  | Ngày Phát hành         | Album             | Bài hát                           |
| 2016 | 12 tháng 5             | "Going Seventeen" | HIGHLIGHT                         |
| 2017 | 22 tháng 5             | "Al1"             | MY I                              |
| 2017 | 11 tháng 6             | "TEEN, AGE"       | Without You（모자를 눌러 쓰고）   |
| 2017 | 11 tháng 6             | "TEEN, AGE"       | Flower                            |
| 2017 | 11 tháng 6             | "TEEN, AGE"       | Campfire（캠프파이어）            |
| 2018 | 9 tháng 3              | Mixtape Vol 16    | 夜伴雨 (밤과 비) [Night And Rain] |
| 2018 | 28 tháng 8             | Single            | 怎麼辦（Oh My!）(Chinese Ver.)    |
| 2019 | 21 tháng 1             | Single            | Home (Chinese Ver.)               |
| 2019 | 9 tháng 6              | Solo single       | Dreams Come True                  |
| 2019 | 16 tháng 9             | An Ode            | 247                               |
| 2019 | 16 tháng 9             | An Ode            | Network Love                      |
| 2020 |                        | 24H               | 247(bản Nhật)                     |
| 2020 |                        | Semicolon         | Hey Buddy                         |
| 2020 |                        | Solo single       | Falling Down                      |
| 2020 |                        | OST               | Maze                              |
| 2021 |                        | Side by Side      | Side by side (bản Trung)          |
| 2021 | Side by Side (bản Hàn) | Side by Side      |                                   |
| 2021 |                        | Your Choice       | Wave                              |

### Vũ Đạo[7]

#### Đã đăng kí[7]
| Năm  | Ngày Phát hành | Album         | Bài hát         | Đồng sáng tác    |
| 2015 | 29 tháng 5     | "17 CARAT"    | Jam Jam         | Hoshi, Jun, Dino |
| 2015 | 10 tháng 9     | "BOYS BE"     | OMG             | Hoshi, Jun, Dino |
| 2016 | 25 tháng 4     | "LOVE&LETTER" | Chuck（엄지척） | Hoshi, Jun, Dino |

#### Chưa đăng kí
| Năm  | Ngày Phát hành | Album       | Bài hát                     | Đồng sáng tác    |
| 2017 | 22 tháng 5     | "Al1"       | Swimming Fool               | Hoshi, Jun, Dino |
| 2017 | 22 tháng 5     | "Al1"       | MY I                        | Hoshi, Jun, Dino |
| 2017 | 11 tháng 6     | "TEEN, AGE" | CLAP（박수）                | Hoshi, Jun, Dino |
| 2017 | 11 tháng 6     | "TEEN, AGE" | "Lilili Yabbay" (13월의 춤) | Hoshi, Jun, Dino |

## Chương trình truyền hình

### Chương trình thực tế
| Năm  | Ngày                   | Kênh          | Tên                                     | Ghi chú                                       |
| 2010 | 5 tháng 2              | HBS           | Day Day Up                              | cùng với nhóm nhảy Dance Power                |
| 2015 | 20 tháng 11            | SBS           | Baek Jong-won's Top 3 Chef King         | cùng với S.Coups, Hoshi, Mingyu, Vernon       |
| 2017 | 21 tháng 1             | SBS           | Elementary School Teacher               | Với Amber, Henry, Momo, Ten (WayV), Kangnam   |
| 2018 | 12 tháng 7 - 3 tháng 9 | Tencent Video | Triều Âm Chiến Kỷ - The Collaboration 2 | Cùng với Jun                                  |
| 2019 | 21 tháng 1 - 6 tháng 4 | IQiyi         | Thanh Xuân Có Bạn                       | cùng với Lay, Thái Y Lâm, Lý Vinh Hạo, MC Jin |
| 2019 | 26 tháng 5             | HBS           | Day Day Up                              |                                               |